# Anna Demel
Anna Demel, född 1872, död 1956, var en österrikisk entreprenör. 
Hon var ägare och direktör för det världsberömda konfektbolaget "Demel's" i Wien i Österrike efter sin makes död från 1917 till 1956. 